# Le Canto
Le Canto es la versión en español del primer álbum de Kari Jobe, que se tradujo como "I'm Singing", que es también el nombre del debut sencillo. A diferencia del álbum en inglés, Le Canto presenta dos canciones que no aparecen en el álbum original. Le Canto fue puesto en libertad el 28 de abril de 2009. El álbum Le Canto ganó un premio Dove en la categoría Álbum español del año en la 41.ª edición de los premios GMA Dove.

## Recepción de la crítica
Al premiar el álbum con tres estrellas de cinco, Andree Farias de Allmusic dijo: "Si uno no supiera ni una palabra de español, Le Canto de Kari Jobe sonaría exactamente como lo que es: la versión en español de su muy popular auto- Debut titulado. Ella canta las canciones, la pureza y la convicción en su voz siguen siendo su punto más fuerte.

## Lista de canciones
| N.º | Título                                      | Duración |  |
| 1.  | «Le Canto» ("I'm Singing")                  | 3:43     |  |
| 2.  | «Me Sanaste» ("Healer")                     | 5:03     |  |
| 3.  | «Gozándome» ("Joyfully")                    | 4:01     |  |
| 4.  | «Bello» ("Beautiful")                       | 6:21     |  |
| 5.  | «Espera» ("Be Still")                       | 3:24     |  |
| 6.  | «Nunca Paras de Cantar» ("Singing Over Me") | 3:57     |  |
| 7.  | «No Hay Otro Nombre» ("No Sweeter Name")    | 4:16     |  |
| 8.  | «Tu Bondad» ("You Are Good")                | 4:27     |  |
| 9.  | «Levántame en Amor» ("Sweep Me Away")       | 5:00     |  |
| 10. | «Digno y Santo» ("Revelation Song")         | 6:00     |  |
| 11. | «Tú Eres para Mí» ("You Are for Me")        | 4:31     |  |
| 12. | «Tengo Paz en Mi Ser» ("It Is Well")        | 4:51     |  |

## Premios
El 18 de febrero de 2010, Le Canto fue nominado para un premio Dove por Álbum del año en español en la 41.ª edición de los premios GMA Dove. 
Le Canto ganó un premio Dove en 2010 al Mejor Álbum en Español del Año.

## Posición en listas
| Lista (2009)                         | Máxima posición |
| ------------------------------------ | --------------- |
| US Latin Album Sales (Billboard)     | 67              |
| US Christian Album Sales (Billboard) | 63              |